# Малтезос, Христос
Христос Малтезос (греч.  Χρήστος Μαλτέζος, 1908 — 22 ноября 1938) — греческий коммунист, секретарь организации молодёжи компартии Греции (ΟΚΝΕ). «Одна из самых героических фигур коммунистического движения довоенной Греции». Замучен до смерти, в возрасте 30 лет, в тюрьме города Керкира, в период диктатуры генерала Метаксаса.

## Молодость
Христос Малтезос родился в 1908 году бедной крестьянской семье, в городке Метана. В некоторых источниках утверждается, что он родился в городке Метони.
В родном городке он окончил школу и продолжил учёбу на юридическом факультете Афинского университета, что потребовало напряжения финансовых возможностей семьи.
В университете Малтезос подвергся влиянию марксистской идеологии и вступил в организацию молодёжи компартии (ΟΚΝΕ) в 1928 году, что вместе с финансовыми проблемами семьи стало причиной того, что он так и не окончил университет.

## Партийная деятельность
Впоследствии Малтезос принял руководящие, организационные и политические обязанности в Афинах, Салониках и Волосе.
В Волосе в предписанной ему явке двери были запёрты. С его документами в гостинице останавливаться было нельзя. Он выбрался пешком за город, переночевал под дождём в поле и вновь вернулся к явке. Вышедшая из соседнего дома старушка, прошла перед ним прошептав «их взяли». Доверившись неизвестной старушке он обосновался в другом заброшенном доме.
Через 6 месяцев, в Салониках, дом, в который он прибыл, был предан. Малтезос 10 суток скрывался в каком то подвале, выходя из него только по ночам, пытаясь выйти на связь с местными организациями и сумел войти с ними в контакт.
Он получил широкое марксистское самообразование и возглавил редакцию органа ΟΚΝΕ, газеты Неолеа (Молодёжь). Издание газеты, как и политическая деятельность Малтезоса и его товарищей по организации, происходили при непрерывном преследовании властей, сопровождаемая трудностями и опасностями.
Малтезос и редакция издавали газету не располагая практически никакими средствами, но регулярно, демонстрируя охранке, что никакие её меры и препятствия не могут их остановить, и чтобы греческая молодёжь знала, что с организацией не покончено, что она живёт и действует.
Денег чтобы снять какой либо маленький уголок у них не было.
Один номер газеты был написан на чердаке, где проживал один рабочий, другой в прачечной. Оставшись без денег, они предпочли остаться сутки голодными и, собрав свою мелочь, вручили её знакомому швейцару, который разрешил им работать в подвале «его» здания.
Действуя в легальных и подпольных условиях, Малтезос с трудом сводил концы с концами. Полностью посвятив свою жизнь политической деятельности, у него не было возможности обеспечить себе средства для выживания. По этой причине, он был вынужден продавать поля, которые он унаследовал от своих родителей одно за другим
В апреле 1934 года он был впервые арестован охранкой, в редакции газеты Неолеа, но был освобождён через три дня без предъявления обвинений.
В 1935 году Малтезос координировал забастовку студентов, требовавших право на академический (университетский) иммунитет (убежище). Забастовка продлилась 40 дней.
Следствием его жизни в антигигиенических условиях стало появившиеся кровохарканье.
Увидев впервые кровь на своём платке и озабоченные взгляды своих товарищей, Малтезос спокойно выговорил: «Мы не успеваем умереть от туберкулёза».
В октябре 1937 года, когда в стране уже господствовал террор диктатуры Метаксаса, тюрьмы были переполнены, многие товарищи были сломлены, партия предложила Малтезосу пост секретаря Центрального Комитета организации коммунистической молодёжи.
Не поколебавшись ни на минуту, он принял руководство организацией.

## Тюрьма Керкиры — Смерть Малтезоса
С установлением в августе 1936 года диктатуры генерала Метаксаса, Малтезос продолжил свою политическую деятельность в условиях абсолютного подполья. Он был арестован в мае 1938 года и заключён в камеры зданий Центральной охранки, где подвергся непрерывным пыткам в течение 35 дней. Однако Малтезос не был сломлен и не выдал своих товарищей и адреса. Он был осуждён на 7 лет тюрьмы. После чего он был переведен в тюрьму города Керкира. В течение всего переход из Пирея до Керкиры, он находился связанным в трюме грузового парохода.
Тюремное начальство было готово принять видного узника. Он был заключён в печальной славы «Радиус (сектор) Θ'», вместе с другими руководящими деятелями компартии, такими как Д. Парцалидис, С. Склавенас и В. Нефелудис. Н. Захариадис, генсек компартии, уже находился там в заключении.
Цементный пол тюремной камеры больного туберкулёзом Малтезоса постоянно поливали водой, но и лечь на пол ему не давали — постоянно будили пинками.
Утром появился начальник тюрьмы — «как Вы спали господин Малтезос ?».
Не получив ответа, начальник информировал, что из этой тюрьмы выходят или подписавшись под отречением или мёртвыми. Он добавил, что Малтезос выглядел как «Св. Антоний аскет» и не выдержит и нескольких дней и предложил Малтезосу заполненную бумагу, на подпись.
Отказ послужил началом пыток, которые начались с классической османской фалаки. Пытки продолжились избиением кнутом из проволоки, открытые раны поливались кипящим маслом.
Его оставили на 5 дней спокойным. Малтезос, который перенёс сотрясение мозга в ходе пыток в Афинах, мог умереть — задачей тюремщиков было заставить его подписаться под отречением от коммунистических идей.
На шестой день всё повторилось, но ответом Малтезоса было «напрасно стараетесь».
Тогда его мучители стали прибивать подкову на его левую ногу, но он потерял сознание, что испортило планы тюремщиков — им нужен был предатель идеи, а не труп.
Малтезос пришёл в себя на следующий день.
Согласно К. Боцису, Малтезос оценил обстановку и принял решение — он перестал принимать пищу.
В обнародованных в 1949 году протоколах охранки, указывалось что Малтезос вырвался из рук охранников и выбросился из окна в коридоре.
При этом, местом смерти указывалась психиатрическая больница, куда якобы был переведен Малтезос, что снимало подозрения с тюрьмы.
Однако практика «самоубийства» посредством выбрасывания из окна в ходе допросов в греческих тюрьмах и охранке была «классической», что не исключалo насильственную смерть Малтезоса.
Малтезос умер 22 ноября 1938 года. В официальном свидетельстве о смерти не упоминалось что он умер в тюрьме, а в психиатрической больнице.
Страшная картина которую представлял собой Малтезос после пыток и его смерть была одной из причин падения морального духа нескольких заключённых коммунистов в тюрьме Керкиры, что привело к подписанию ими «отречения». Среди них были М. Манолеас, С. Склавенас и крестьянский лидер К. Гавриилидис.
На фоне их отречения, Малтезос стал примером решительности и сопротивления для заключённых во всех тюрьмах страны.
В тюрьме крепости Акронафплия в городе Нафплион распространяли сонет неизвестного автора, посвящённый Малтезосу — «убили одного из тех, кто знали что такое жизнь и отдали её».
Малтезос умер в день, когда греческие коммунисты, заключённые и продолжавшие борьбу в подполье, отмечали двадцатилетие со дня создания компартии Греции.
Упоминается также, что он умер за несколько дней до шестнадцатой годовщины со дня создания организации коммунистической молодёжи (ΟΚΝΕ), которой он руководил.

## Память
Даже последовавшие годы тройной, германо-итало-болгарской, оккупации Греции (1941—1944), когда сотни героев компартии отдали свою жизнь сражаясь против оккупантов, не стали причиной забвения жертвы Малтезоса.
В своих Тезисах по истории КПГ изданных в 1945 году, генсек компартии, Н. Захариадис писал: «22 ноября 1938 года, здесь, на Керкире, умер один герой, Христос Малтезос. И один предатель, Манолеас, подписал отречение. Символическое совпадение. Рождая таких героев и очищаясь от таких предателей, компартия Греции твёрдо и решительно движется к победе, несмотря на все трудности, жертвы и предательства».
В последовавшие годы Гражданской войны (1946—1949), тысячи греческих коммунистов, следуя выбору Малтезоса, отказываясь подписать отречение от своих идей, даже когда, кроме заключения и пыток, это означало верную смерть.
Среди них и 118 коммунистов расстрелянных на месте смерти Малтезоса, на Керкире.
В Пантеоне компартии Греции Христос Малтезос упоминается одним из первых. В декларации ЦК по случаю 80-летия (1998) со дня создания компартии отмечалось: «Ни одна другая партия не воспитала, не сформировала и не выявила таких героев и героинь как Димостенис Лигдопулос, Христос Малтезос, Электра Апостолу, Наполеон Сукадзидис, Арис Велухиотис, Димитрис Татакис, Ирини Гини, Никос Белояннис, Никос Плубидис, Диамантис, Костас Видалис, Яннис Зевгос, Стефанос Сарафис, Мицос Папаригас, Такис Фициос и тысячи других известных и безымянных».